# Aconitum sturiense
Aconitum sturiense är en ranunkelväxtart som beskrevs av G. Grintescu. Aconitum sturiense ingår i släktet stormhattar, och familjen ranunkelväxter. Inga underarter finns listade i Catalogue of Life.